# Gaetano Melzi
Pour les articles homonymes, voir Melzi.
Gaetano Melzi, né le 28 décembre 1786 à Milan, et mort le 9 septembre 1851 dans cette même ville, est un aristocrate et un bibliophile italien.

## Biographie
Fils de Giuseppe Melzi Malingegni (it) et de Teresa Prata, il a fait ses études au collège des nobles de Parme, où il a rencontré le jésuite Juan Andrés, auteur du fameux ouvrage Dell'origine, progressi e stato attuale d'ogni letteratura.
Sa carrière de bibliophile a commencé avec sa collection de livres incunables et classiques grecs et latins, qui a ensuite été dispersée et vendue à des bibliothèques comme la Biblioteca nazionale Braidense, ou à des personnes privées. La partie acquise par Frank Hall Standish, un riche collectionneur anglais, comprenant 3500 volumes rares et 250 incunables, est passée ensuite à Louis-Philippe Ier, à son fils Henri d'Orléans duc d'Aumale, et après la mort de celui-ci, est allée au musée Condé à Chantilly.
Gaetano Melzi a plus tard réalisé deux ouvrages qui sont devenus des outils de travail indispensables pour les bibliothécaires : la Bibliografia dei romanzi e Poemi cavallereschi italiani,, et les trois volumes du Dizionario di opere anonime e pseudonime di scrittori italiani, un travail d'une extrême importance pour l'identification des œuvres anonymes du passé. Sa bibliothèque de plus de 30 000 volumes, héritée dans les années 1930 par Meli Lupi di Soragna, a été ensuite progressivement démembrée.
Gaetano Melzi était aussi un amateur passionné de musique : il était en correspondance avec de nombreux musiciens de son temps (Gioachino Rossini, Gaetano Donizetti, Giuseppe Verdi, etc.), et a laissé une abondante correspondance, d'un intérêt considérable, actuellement conservé au Museo teatrale alla Scala (it).